# Dicymbe amazonica
Dicymbe amazonica är en ärtväxtart som beskrevs av Adolpho Ducke. Dicymbe amazonica ingår i släktet Dicymbe och familjen ärtväxter. Inga underarter finns listade i Catalogue of Life.